# Xã Rice, Quận Ringgold, Iowa
Xã Rice (tiếng Anh: Rice Township) là một xã thuộc quận Ringgold, tiểu bang Iowa, Hoa Kỳ. Năm 2010, dân số của xã này là 217 người.